# Apogon dovii
Apogon dovii är en fiskart som beskrevs av Günther 1862. Apogon dovii ingår i släktet Apogon och familjen Apogonidae. IUCN kategoriserar arten globalt som livskraftig. Inga underarter finns listade i Catalogue of Life.